# بازارقرغان
بازارقرغان (به قرقیزی: Базар-Коргон، بازار قورعون) شهری در استان جلال‌آباد کشور قرقیزستان است که در سرشماری سال ۲۰۰۵ میلادی، ۲۷٫۷۰۴ نفر جمعیت داشته است.